# アスベル (競走馬)
アスベル (1923年4月9日 - 不明) は、日本の競走馬。主な勝ち鞍は1926年の帝室御賞典、1927年の各内国産古馬競走（連合二哩）。引退後はオーグメントの名で繁殖牝馬となり、中山記念の勝ち馬ヤマトナデシコなどを産んだ。直系子孫からはJRA顕彰馬のメジロマックイーンを筆頭に多くのGI級競走勝ち馬が出ている。

## 主な牝系図
- Maid of Lune 1831 ---No.7-c始祖
  - （6代省略）
    - *アストニシメント 1902 ←---アストニシメント牝系に戻る
      - 第弐アストニシメント 1909
        - オーグメント 1923 ---↓改行
          - 第六オーグメント 1937
            - アスエ 1943
              - トモエ 1951
                - アサマユリ 1959 ---→アサマユリ牝系へ

          - ヤマトナデシコ 1943 ---→ヤマトナデシコ牝系へ

---↓オーグメント牝系
牝系図の主要な部分（太字はGI級競走優勝馬）は以下の通り。
- オーグメント 1923
  - 第弐オーグメント 1931
    - オーガスタン 1939
      - キングフラワー 1948
        - ホマレタイコウ 1958（日本経済新春杯）

    - オーソリテイー 1940
      - セントオー 1949（菊花賞）
      - エルモザ 1952
        - オーソリテイー三世 1958
          - ナンブヒメ 1976
            - ナンブアイリス 1971
              - タイガームサシ 1975（東京記念、黒潮盃）

      - ヒメカブト 1958
        - リツシユン 1963（東京障害特別）
        - エリモカブト 1968
          - トウフクセダン 1973（ダイヤモンドS、オールカマー、東京新聞杯）

    - アレグロ 1945
      - ビユーロー 1953
        - ビウチー 1957
          - カンラン 1963
            - マホトウスイ 1971
              - アンジエラシチー 1977
                - テイムズシチー 1985
                  - サンフォードシチー 1995（武蔵野S）

          - アリナレ 1965
            - トーワダイヤ 1970
              - シュウザンキング 1979（AJCC）

      - フエニツクス 1957（中山大障害（春））
      - セイセン 1958
        - カズヒデ 1966
          - イダテンターボ 1986（七夕賞）

      - 第四アレグロ 1961
        - イスズヒメ 1965
          - イスズアロー 1974
            - リキサンパワー 1981（フェブラリーH、札幌記念）
            - リップスティック 1986
              - チャームカーニバル 2001
                - サンバホイッスル 2008
                  - サウスアメリカン 2015（百万石賞）

                - ハニーパイ 2010（エーデルワイス賞）

        - ブラツクフエンス 1968
          - トドロキヒホウ 1978（オールカマー、弥生賞、東京4歳S）

        - ケンハツピー 1969（東海菊花賞）

    - オーエンス 1946（天皇賞（春）、京都記念（春）、阪神記念）
    - タツミメイヂ 1950
      - 英松 1956
        - ウチウラワンヒメ 1964
          - ササノビューティ 1975
            - ササノマサル 1981
              - インテリフラワー 1991
                - インテリパワー 1995（川崎記念、浦和記念、ダイオライト記念、金盃）

  - 第参オーグメント 1932
    - クレタケ 1939（中山記念・春）
    - 和武 1946
      - カトウタジマ 1952
        - タツヒメ 1959
          - トーワリウテン 1966
            - トーワヘレン 1979
              - トーワルビー 1987
                - トーワマドンナ 1998
                  - トーワヒヨシマル 2005（阪神スプリングジャンプ）

          - スズカオーヒメ 1973（名古屋大賞典）

      - ミススズラン 1957
        - ミツヨシ 1963
          - イーグルワン 1968
            - ソウルシヤトー 1976（東京ダービー、羽田盃）
            - イーグルシャトー 1983（東京盃、関東盃、クイーン賞）

          - フセピツト 1975
            - ユウキトップラン 1988（CBC賞）

        - フセノスズラン 1968
          - ユキノロマン 1977
            - ハツシバエース 1983（朝日チャレンジC）
            - スワロートツプ 1986
              - セイエイカネノー 1998（駿蹄賞、ライデンリーダー記念）

      - ライジングマサル 1959（きさらぎ賞）

  - 第四オーグメント 1934
    - 圓昭 1943
      - パラダイス 1956
        - オーブメント 1962
          - ラフアール 1968（安田記念、京王杯オータムH）

    - ハタカゼ 1947（天皇賞（秋）、目黒記念（春）、目黒記念（秋）、毎日王冠、カブトヤマ記念）
    - タカフジ 1952
      - アストウエー 1962
        - アストタリアート 1972
          - ダイゴウシュール 1985（セントライト記念）

  - 第五オーグメント 1936
    - ミネノマツ 1946
      - カツラシユウホウ 1955（朝日杯3歳S）

  - 第六オーグメント 1937
    - アスエ 1943
      - トモエ 1951
        - アサマユリ 1959 → アサマユリ牝系へ

      - イレーネ 1964
        - シャイニングルビー 1980（中京記念）

  - ヤマトナデシコ 1943（中山記念）→ ヤマトナデシコ牝系へ

牝系図の出典：Galopp-Sieger

## 血統表
| オーグメント(競走馬名アスベル)の血統 | オーグメント(競走馬名アスベル)の血統     | オーグメント(競走馬名アスベル)の血統     | （血統表の出典）                         | （血統表の出典） |
| 父系                                 | エクリプス系                             | エクリプス系                             | エクリプス系                             |                  |
| 父 *ガロン 1909 栗毛                 | 父の父Gallinule 1884 栗毛                | Isonomy                                  | Sterling                                 | Sterling         |
| 父 *ガロン 1909 栗毛                 | 父の父Gallinule 1884 栗毛                | Isonomy                                  | Isola Bella                              |                  |
| 父 *ガロン 1909 栗毛                 | 父の父Gallinule 1884 栗毛                | Moorhen                                  | Hermit                                   | Hermit           |
| 父 *ガロン 1909 栗毛                 | 父の父Gallinule 1884 栗毛                | Moorhen                                  | Skirmisher Mare                          |                  |
| 父 *ガロン 1909 栗毛                 | 父の母Flair 1903 黒鹿毛                  | St. Frusquin                             | St. Simon                                | St. Simon        |
| 父 *ガロン 1909 栗毛                 | 父の母Flair 1903 黒鹿毛                  | St. Frusquin                             | Isabel                                   |                  |
| 父 *ガロン 1909 栗毛                 | 父の母Flair 1903 黒鹿毛                  | Glare                                    | Ayrshire                                 | Ayrshire         |
| 父 *ガロン 1909 栗毛                 | 父の母Flair 1903 黒鹿毛                  | Glare                                    | Footlight                                |                  |
| 母 第弐アストニシメント 1909 黒鹿毛  | 母の父*インタグリオー 1899 栗毛          | Childwick                                | St. Simon                                | St. Simon        |
| 母 第弐アストニシメント 1909 黒鹿毛  | 母の父*インタグリオー 1899 栗毛          | Childwick                                | Plaisanterie                             |                  |
| 母 第弐アストニシメント 1909 黒鹿毛  | 母の父*インタグリオー 1899 栗毛          | Cameo                                    | Thurio                                   | Thurio           |
| 母 第弐アストニシメント 1909 黒鹿毛  | 母の父*インタグリオー 1899 栗毛          | Cameo                                    | Light of Other Days                      |                  |
| 母 第弐アストニシメント 1909 黒鹿毛  | 母の母*アストニシメント 1902 黒鹿毛      | Quickly Wise                             | Wisdom                                   | Wisdom           |
| 母 第弐アストニシメント 1909 黒鹿毛  | 母の母*アストニシメント 1902 黒鹿毛      | Quickly Wise                             | Quick Stream                             |                  |
| 母 第弐アストニシメント 1909 黒鹿毛  | 母の母*アストニシメント 1902 黒鹿毛      | Twirl                                    | Bendigo                                  | Bendigo          |
| 母 第弐アストニシメント 1909 黒鹿毛  | 母の母*アストニシメント 1902 黒鹿毛      | Twirl                                    | Habanera                                 |                  |
| 母系(F-No.)                          | (FN:7-c)                                 | (FN:7-c)                                 | (FN:7-c)                                 | [ § 2 ]          |
| 5代内の近親交配                      | Isonomy 3×5、St. Simon 4×4、Cremorne 5×5 | Isonomy 3×5、St. Simon 4×4、Cremorne 5×5 | Isonomy 3×5、St. Simon 4×4、Cremorne 5×5 | [ § 3 ]          |
| 出典                                 | 1. 2. 3.                                 | 1. 2. 3.                                 | 1. 2. 3.                                 | 1. 2. 3.         |

- 祖母アストニシメントは小岩井農場の基礎輸入牝馬の一頭。